# نيكولا غريفيث
نيكولا غريفيث (بالإنجليزية: Nicola Griffith)‏‏ (30 سبتمبر 1960 في يوركشاير - ) كاتِبة، وكاتبة خيال علمي، وروائية من المملكة المتحدة.

## الجوائز
- جائزة نيبولا لأفضل رواية
- جائزة لامدا الأدبية[9]
- World Fantasy Award—Anthology [الإنجليزية]‏
- جائزة أذرويز [الإنجليزية]‏[10]